# Isländische Eishockeyliga 2014/15
Die Saison 2014/15 war die 24. Spielzeit der isländischen Eishockeyliga, der höchsten isländischen Eishockeyspielklasse.  Meister wurde zum 18. Mal in der Vereinsgeschichte die erste Mannschaft von Skautafélag Akureyrar, die SA Vikingar.

## Modus
In der Hauptrunde absolvierten die vier Mannschaften jeweils 24 Spiele. Die beiden bestplatzierten Mannschaften qualifizierten sich für das Meisterschaftsfinale. Für einen Sieg nach regulärer Spielzeit erhielt jede Mannschaft drei Punkte, für einen Sieg nach Overtime zwei Punkte, bei einer Niederlage nach Overtime gab es einen Punkt und bei einer Niederlage nach regulärer Spielzeit null Punkte.

## Hauptrunde
| Pl. |                              | Sp | S  | OTS | OTN | N  | Tore   | Punkte |
| 1.  | Skautafélag Reykjavíkur      | 24 | 12 | 3   | 3   | 6  | 82:69  | 45     |
| 2.  | SA Vikingar                  | 24 | 13 | 1   | 3   | 7  | 103:75 | 44     |
| 3.  | Ísknattleiksfélagið Björninn | 24 | 8  | 4   | 4   | 8  | 79:93  | 36     |
| 4.  | Esja Reykjavík               | 24 | 4  | 3   | 1   | 16 | 76:103 | 19     |

Sp = Spiele, S = Siege, N = Niederlagen, OTS = Overtime-Siege, OTN = Overtime-Niederlage

## Finale
- SA Vikingar – Skautafélag Reykjavíkur 4:1 (4:0, 4:5 SO, 3:1, 4:1, 7:0)